# Emil Guilleaume
Emil Guilleaume (* 1. Februar 1846 in Engelskirchen; † 21. April 1913 in Köln) war ein deutscher Drahtseil- und Kabelindustrieller.

## Leben

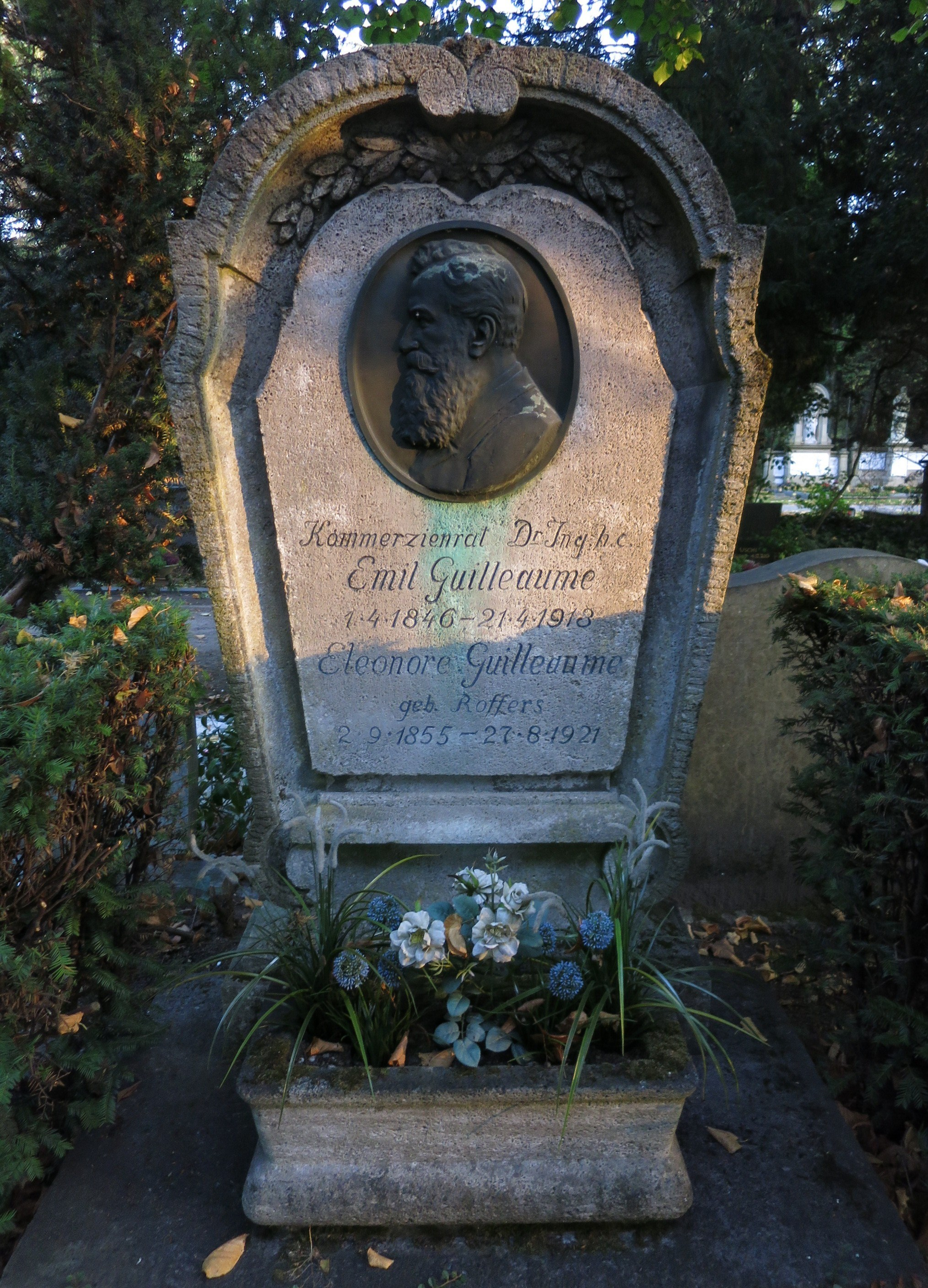
Grabstätte Guilleaume

Emil Guilleaume wurde am 1. Februar 1846 in Engelskirchen als Sohn des Kölner Kaufmanns Bonaventura Guilleaume (1811–1857) und dessen Gemahlin Amalie Kotz (1815–1873) in die Unternehmerfamilie Guilleaume geboren. Der Vater Bonaventura Guilleaume war auch Gutsbesitzer und Posthalter in Engelskirchen. Er war ein Sohn des Steuerkontrolleurs und Gutsbesitzers Hermann Joseph Guilleaume (1778–1856) und dessen Gemahlin Karoline Schniewind. Die Mutter Amalie Kotz war eine Tochter von Heinrich Kotz und dessen Gemahlin Katharina Heuser.
Im Jahre 1874 heiratete Emil Guilleaume in Dormagen Eleonore Roffers (1855–1921), eine Tochter des Dormagener Notars Viktor Roffers (1814–1871) und dessen Gemahlin Antoinette Guilleaume.
Emil Guilleaume starb 1913 im Alter von 67 Jahren. Die Grabstätte der Eheleute befindet sich auf dem Kölner Melaten-Friedhof (Flur 5 in P). Das Portraitrelief auf der Grabstele wurde von Wilhelm Albermann gefertigt.

## Wirken

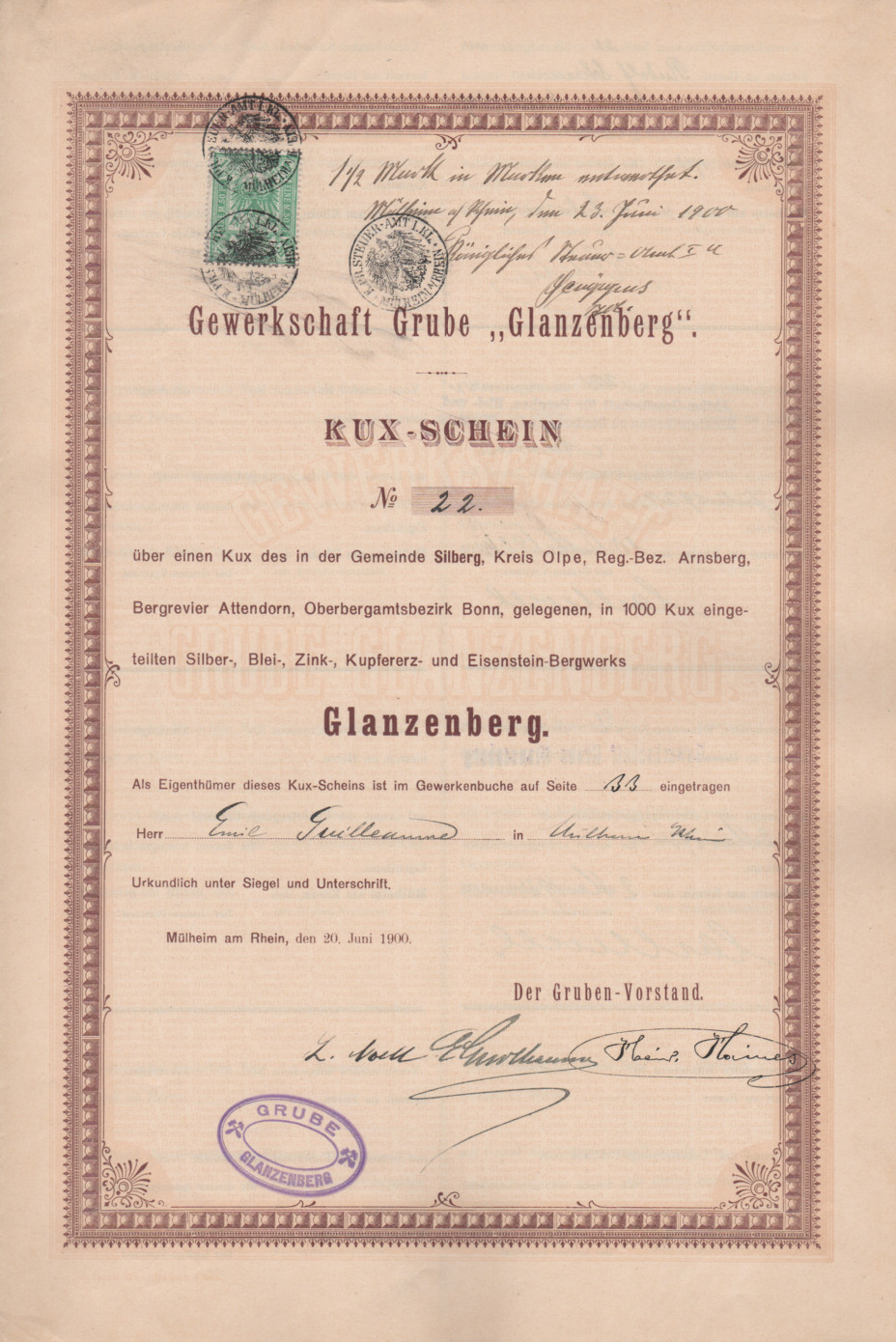
Kux-Schein der Gewerkschaft Grube Glanzenberg vom 20. Juni 1900, ausgestellt auf Emil Guillaume

Guilleaume kam mit elf Jahren als Halbwaise zu seinen katholischen Kölner Verwandten und wurde gemeinsam mit deren Kindern erzogen. 1863 trat er in der Firma Felten & Guilleaume seine kaufmännische und technische Ausbildung an (1863–1866). Nach einjähriger Militärzeit verschaffte er sich auf ausgedehnten In- und Auslandsreisen, vor allem nach Frankreich und England, umfassende Spezialkenntnisse in der Fertigung und Verarbeitung von Gussstahldrähten und -seilen. Dieses Wissen, insbesondere die aus England übernommene Patentierung, brachte er in das 1874 von ihm mitbegründete Carlswerk in Mülheim/Rhein ein, an dessen betriebstechnischem Aufbau und unternehmerischem Ausbau er stärksten Anteil nahm. Die Eisen- und Stahlbetriebe des Unternehmens waren sein Hauptbetätigungsgebiet, doch trat er auch im deutschen und internationalen Kabelgeschäft der Firma ebenso maßgeblich hervor. Nach Umwandlung des Carlswerkes in eine AG (1900) wurde er 1. Generaldirektor. Er war Mitbegründer und Aufsichtsratsmitglied der Osteuropäischen, Deutsch-Atlantischen, Deutsch-Südamerikanischen und Deutsch-Niederländischen Telegraphen-Gesellschaft, die ihren Sitz in Köln hatten.

## Auszeichnungen
- Dr.-Ing. E. h. (TH Karlsruhe)
- Kommerzienrat